# アル・ミンハド空軍基地
アル・ミンハド空軍基地（阿: قاعدة المنهاد الجوية、英: Al Minhad Air Base）は、アラブ首長国連邦のドバイ首長国首都ドバイの南約24km（15mi）に位置するアラブ首長国連邦空軍の基地である。オーストラリア軍の第633統合任務部隊（JTF-633）が所在するキャンプ・ベアードが置かれているほか、2010年までカナダ軍の前線兵站施設キャンプ・ミラージュも置かれていた。

## 施設
アル・ミンハド空軍基地は標高50m（165ft）に位置し、09/27方向に3,953m×45mの滑走路1本と幅38mの並行誘導路を備えている。

## 外国軍部隊の展開
アル・ミンハド空軍基地には、オーストラリアやイギリスなどの外国軍部隊も拠点を置いているが、アラブ首長国連邦としては外国軍の拠点設置は非常にデリケートな問題であることから、「アラブ首長国連邦での作戦拠点を公言しない」とした協定締結を当事国に課している。
オーストラリアは2008年にアラブ首長国連邦と特別地位協定を締結し、アル・ミンハド空軍基地に中東における作戦拠点を設置した。
イギリスは2013年1月15日にアル・ミンハド空軍基地で第906遠征飛行群（906EAW）を新編、タイフーン FGR.4戦闘機とトーネード GR.4戦闘攻撃機が展開した。
カナダは2001年12月下旬に、前線兵站施設としてキャンプ・ミラージュを設置。この施設はカナダ軍が公式に認めていない、「公然の秘密」として扱われた。2010年10月6日、アラブ首長国連邦はカナダに対してカルガリー国際空港へのエミレーツ航空とエティハド航空の就航を認めない場合、キャンプ・ミラージュへのカナダ軍のアクセス権取り消しを伝え、カナダ政府が拒否したことが報じられた。カナダは10月11日にキャンプ・ミラージュの閉鎖を発表し、11月3日に施設は閉鎖されてキプロスに移転した。

## 所在部隊
アラブ首長国連邦空軍
- 第102飛行隊 - ホーク Mk.102
- 輸送飛行隊 - C-130H-30、L-100-30
- 特殊電子作戦飛行隊 - サーブ 340 AEW&C
- 空中給油飛行隊 - A330 MRTT